# Che (girafa)
Che (Jardí de Vivers, 1995 - Bioparc, 16 de novembre de 2019) fou una girafa del Zoo de València. Pertanyia a l'espècie Rothschild.
Va nàixer a l'antic Zoo de València, i va ser un dels primers 16 animals en ser traslladats al Bioparc. Formava part d'un grup de 9 girafes. Va tindre una cria, anomenada Àfrica, i es destaca que quan una cria era rebutjada per la mare, Che prenia cura d'ella.